# 浅沼璞
浅沼 璞（あさぬま はく、1957年（昭和32年）- ）は日本の俳人、連句人（レンキスト）、日本大学芸術学部教授。

## 略歴
1957年（昭和32年）、東京都に生まれる。法政大学文学部日本文学科卒。日本大学、法政大学、武蔵野大学などで連句実作の講師を務める。『俳句・連句REMIX』で、第12回日本詩歌句随筆評論大賞評論部門大賞。

## 著書
- 『現代俳句ハンドブック』共著（雄山閣出版、1995）
- 『可能性としての連句-その二律背反の発想』（ワイズ出版、1996）
- 『中層連句宣言-引用のひかり』（北宋社、2000）
- 『西鶴という方法-略奪・切り裂き・増殖・滑稽』（鳥影社、2003）
- 『西鶴という鬼才』（新潮社、2008）
- 『超連句入門』（東京文献センター、2014）
- 『西鶴という俳人』（玉川企画、2014）
- 『俳句・連句REMIX』（東京四季出版、2016）
- 『塗中録』（左右社、2019）

## 監修
- 『天衣百韻』（マニュアルハウス、2006）